# Pitanga
För andra betydelser, se Pitanga (olika betydelser).
Pitanga (Eugenia uniflora) är en myrtenväxtart som beskrevs av Carl von Linné. Eugenia uniflora ingår i släktet Eugenia och familjen myrtenväxter. Inga underarter finns listade i Catalogue of Life.
Pitangaträdet härstammar från södra Brasilien och odlas bland annat i trakterna kring Rio de Janeiro, men även på andra håll, för sina välsmakande körsbärsliknande fyra- eller femkantiga röda bär.

## Bildgalleri

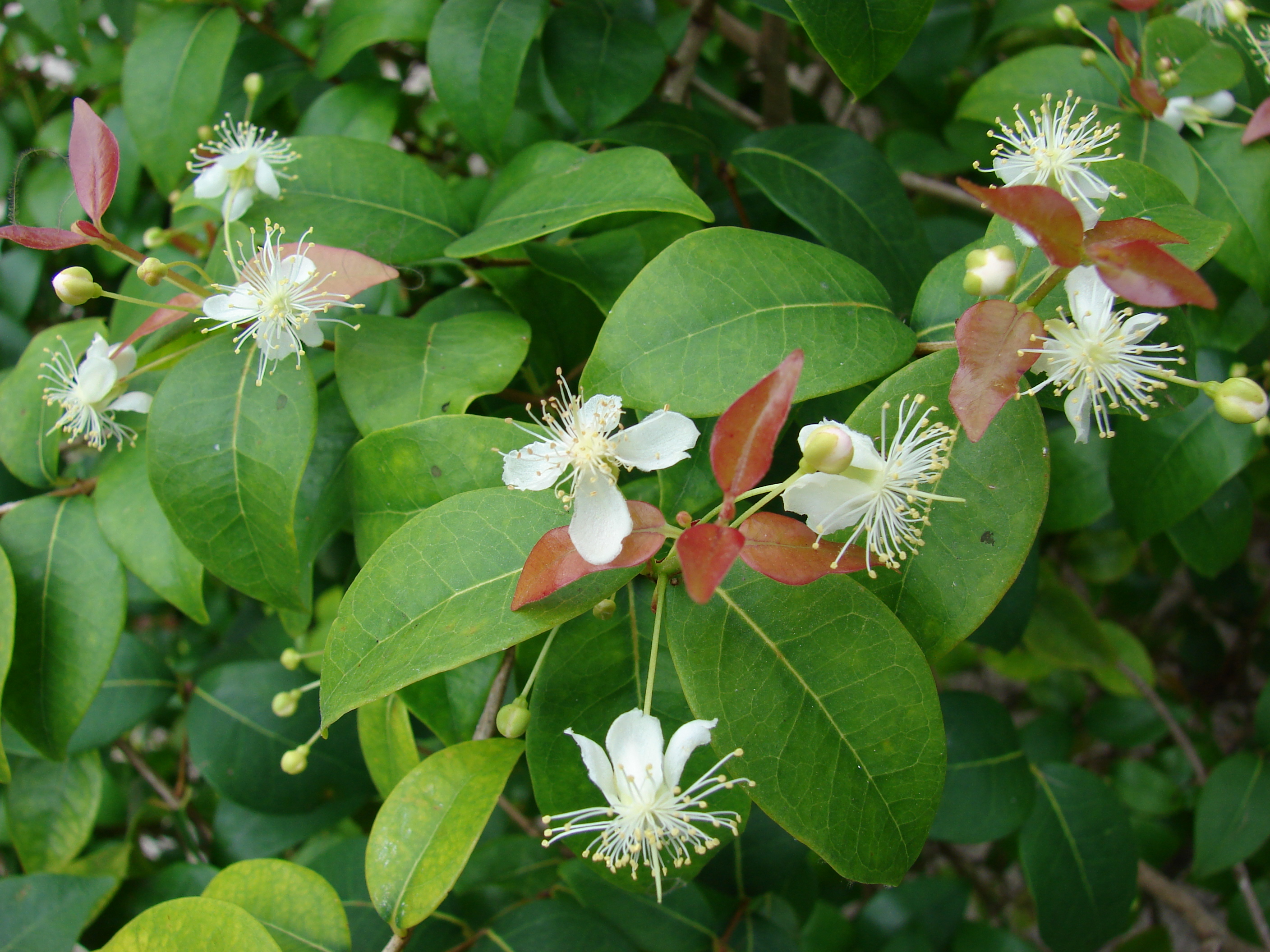
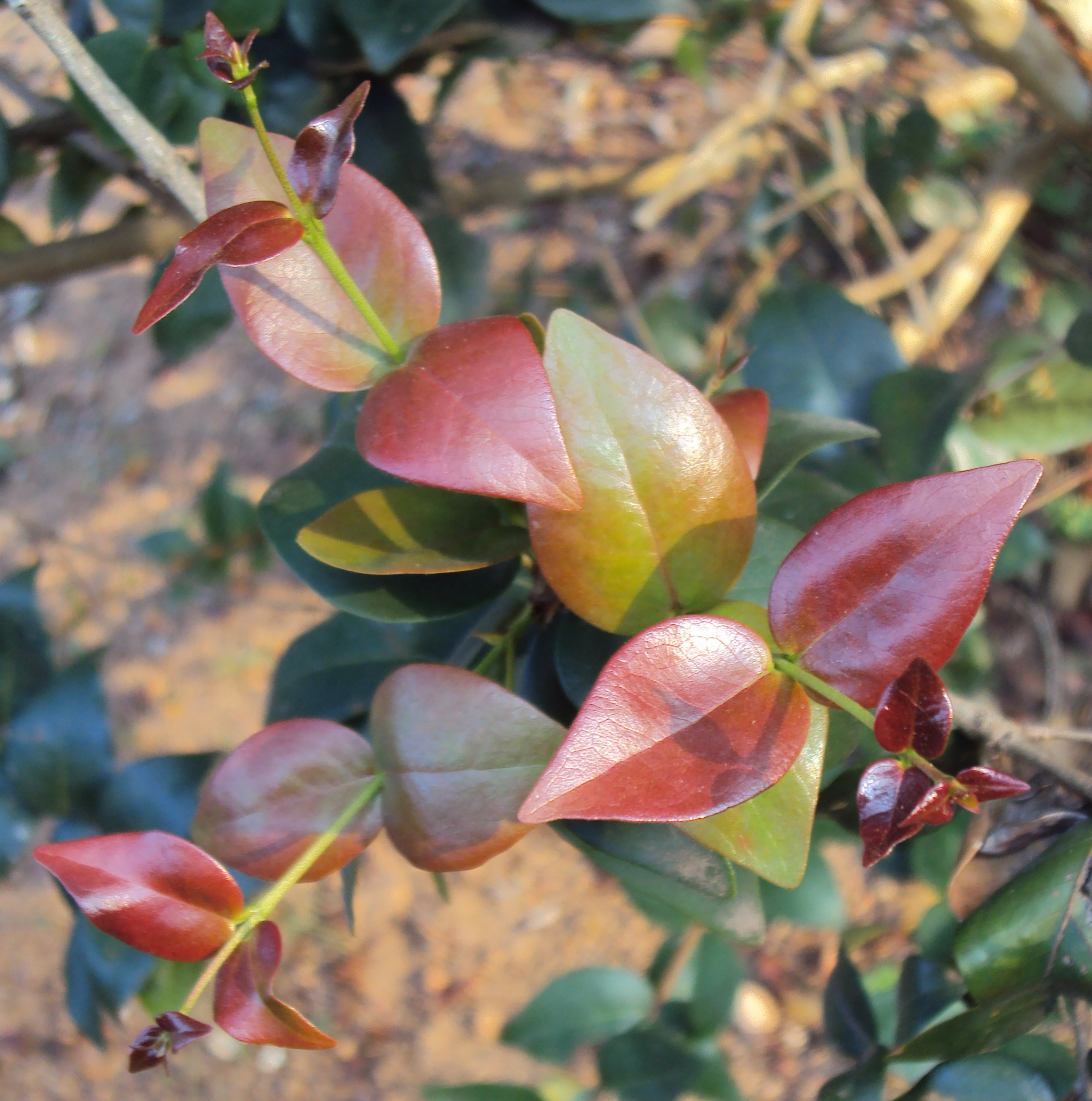